# همه چی عادیه
همه چی عادیه فیلمی به کارگردانی، تهیه‌کنندگی و نویسندگی محسن دامادی محصول سال ۱۳۹۵ است.

## خلاصه داستان
این فیلم روایتگر داستان زندگی جوانی روستایی (با بازی عباس غزالی) است که به دلیل کمبود و بحران آب و به دنبال لقمه نانی به پایتخت مهاجرت می‌کند. او مجبور به فعالیت در مشاغلی می‌شود که دانش و تجربه‌ای از آنها ندارد.

## بازیگران
| بازیگر        | نقش          |
| عباس غزالی    | صفا          |
| بهنوش بختیاری | دنیا         |
| سحر قریشی     | خودش         |
| رز رضوی       | ترقی         |
| پژمان بازغی   | فرهاد        |
| لیلا بلوکات   | دختر نابینا  |
| رضا رویگری    | مدیر رستوران |
| نگین معتضدی   | بهنوش        |